# Chinameca (El Salvador)
Chinameca es un distrito del municipio de San Miguel Oeste en el departamento de San Miguel, El Salvador. En su término municipal se encuentra el Volcán Chinameca.

## Topónimo y Etimología
De origen Náhuatl Significa "Lugar de Chinamas", es decir, "la ciudad", etimología que explica su gran importancia en los tiempos gentiles. Proviene ese toponímico, en efecto, de las raíces chinamet, chinamit, chinamas, ranchos, rancherías, y ea, sufijo locativo.
Su nombre original es “Yusique”, que aun conserva uno de sus barrios que en idioma Potón significa Cerro Alegre de los Pinos, de YUX-Pino, Ocote, Ique, Tique, Cerro Lugar.

## Historia
La conquista de Chinameca y pueblos indígenas comarcanos fue llevada a cabo por colonos de la villa de San Salvador, a principios de 1529, quienes, según el testigo ocular don Pedro Ceron, "fueron a conquistar la provincia e tierras que llamaban Popocatepet, que ahora la llaman provincia de San Miguel, que estaba alzada e de guerra". Ese nombre, Popocatepet, que los españoles daban a la región traslempina salvadoreña, significa en idioma pipilnáhuat "cerro que humea", de popoca, echar humo, y tepet, cerro; etimología que alude, indudablemente, a los ausoles, infiernillos o fumarolas de la Sierra de Chinameca, en constante actividad, de los cuales los principales son los de Chambolo, Loma Alta, El Hervidero, La Vieja, Aguas Tibias, Limoncillos, Choyo y otros. En 1549 Chinameca tenía unos 600 habitantes. En 1740 San Juan Chinameca tenía 28 indios tributarios o jefes de familia, es decir, alrededor de 140 habitantes, según el alcalde mayor de San Salvador don Manuel de Gálvez Corral. En 1770 este pueblo figura como anejo de la parroquia de Usulután y con una población de 252 personas distribuidas en 40 familias. Años antes había residido en esta población, en concepto de coadjutor, el cura José Simón Severino de Zepeda, quien había obtenido licencia del ex arzobispo Figueredo, refiere el arzobispo don Pedro Cortés y Larraz, "para entender en la fábrica de la Iglesia," quien "tomó varios bienes de las Cofradías a este efecto y gano a los indios para que le cedieran los ejidos del pueblo". "De nada presenta cuenta -agrega-, pero debiendo suponer que fue pobre y sin caudal alguno a dicho pueblo, tiene (hoy) caballerías, tercios de tinta y comercio, y aunque se puso efectivamente a construir la Iglesia, estando ya adelantada, se la derribó el Coadjutor (presbítero Nicolás) Andurain, no averigué con qué orden, pero sí con qué pretexto, y fue el que se construyó sin arte y con' peligro de caerse". Por esta época no había escuela de primeras letras en Chinameca, pero sí un fiscal doctrina que enseñaba a los niños aborígenes la doctrina cristiana. En 1786 Chinameca ingresó, como pueblo del partido de San Miguel, en la Intendencia de San Salvador.

### Historia Federal
El 12 de diciembre de 1822 Chinameca presenció la altivez de las tropas republicanas de San Salvador, a las órdenes del prócer don Manuel José Arce, ante las tropas imperialistas que capitaneaba Martínez, quien, "situado en una posición ventajosísima -dice el testigo ocular coronel Rafael Castillo-, lo vio impávido (a Arce) marchar delante de sus filas, siendo ésta la causa por qué aterrorizado abandonó el campo y se puso en vergonzosa fuga". . Al crearse el departamento de San Miguel por Ley Constitucional de 12 de junio de 1824, el pueblo de Chinameca quedó incorporado en esta unidad de la primera división administrativa republicana de El Salvador. Por Ley del 5 de marzo de 1827 se creó, desmembrando su territorio del partido de San Miguel, el partido o distrito de Chinameca, constituido por las poblaciones de este nombre, Lolotique, Jucuapa, Tecapa (hoy Alegría), Zapotitán, Estanzuelas y San Buenaventura. El 6 de agosto de 1828 el brigadier don Manuel de Arzú ocupó la plaza de Chinameca con 1,500 soldados federales y destacó al coronel don Vicente Domínguez en persecución del general don Francisco Morazán, mientras él se trasladaba a San Miguel. EllO del mismo mes y año Arzú volvió a ocupar esta población. 

### Sucesos Posteriores
El 7 de agosto de 1845 el general don Gerardo Barrios, en vista de que el general hondureño Santos Guardiola se proponía atacar la plaza fuerte de San Miguel, con fuerzas muy superiores a las suyas, optó por evacuar la Metrópoli' Oriental y atrincherarse en Chinameca. Por Ley de 13 de marzo de 1847, se ordenó que la sede del distrito judicial de Chinameca se trasladara al pueblo de Jucuapa; pero por Ley del 13 de marzo de 1848, en vista de que en esta población no existían cárceles para la custodia de los reos, se ordenó que la sede del distrito judicial mencionado retornara al pueblo de Chinameca. No contentos con esta nueva disposición, Jucuapa gestionó se le erigiera nuevamente en cabecera del distrito judicial de Chinameca, lo que consiguió por Acuerdo Ejecutivo de 5 de diciembre de 1852, que fue aprobado por las Cámaras Legislativas el 20 de febrero de 1853, una vez estudiado el dictamen de la comisión legislativa y los informes favorables del Supremo Tribunal de Justicia y del Gobernador del departamento de San Miguel. El referido Acuerdo de las Cámaras Legislativas está contraído a que "el pueblo de Jucuapa sea cabecera del partido de Chinameca en lo judicial, debiendo residir en él, el Juzgado de 10Instancia, y quedando elevado el expresado pueblo al rango de villa". 
En un informe de mejoras materiales del departamento de La Paz hecho en el 16 de enero de 1854, el gobernador Eustaquio Guirola tomó nota de que en el pueblo de Chinameca se trabajó la portada de la iglesia, el enladrillado del convento y una cárcel segura desde sus cimientos.
Por Ley de 22 de junio de 1865, el antiguo y extenso departamento de San Miguel se dividió en tres: los de San Miguel, La Unión y Usulután. Este último quedó integrado por los distritos de Usulután y de Chinameca, aquel tenía por cabecera a la ciudad de ese nombre y éste a la villa de Chinameca en lo gubernativo y económico, ya que en lo electoral y judicial lo era la villa de Jucuapa. Las rivalidades entre ambas poblaciones, Chinameca y Jucuapa, fueron eliminadas en parte por Ley de 4 de febrero de 1867, que dividió el distrito de Chinameca en dos: el de este nombre, constituido por la villa de Chinameca y los pueblos de Nueva Guadalupe, San Buenaventura y Lolotique; y el de Jucuapa, integrado por la villa de esta denominación y los pueblos de El Triunfo, Tecapa (hoy Alegría), Tecapán y Estanzuelas. La anterior división sólo lo fue en lo gubernativo y económico, ya que en lo electoral y judicial, la cabecera de ambos distritos quedó en Jucuapa.

### Título de Ciudad
En los comedios de la segunda mitad del siglo pasado la villa de Chinameca era ya una de las más importantes de la República. Situado en el ameno valle que forman las colinas llamadas Las Mesas y El Boquerón, dividida en cuatro barrios de ladinos, denominados San Juan, Dolores, San Sebastián y Sangre de Cristo, y otro de indígenas, Yusique, había alcanzado "adelantos y progresos en el sentido de la civilización y mejoramiento social y material", ya que por propios esfuerzos había logrado "promover el ensanche de las luces, instituyendo planteles de enseñanza para la juventud de ambos sexos", así como "el incremento de la agricultura y comercio; la confección de obras públicas y particulares de ornato", etc. En vista de todo ello el Poder Legislativo, durante la administración del mariscal de campo don Santiago González, emitió, con fecha 2 de marzo de 1874, el decreto por el cual se otorgó a esta vilta el título de ciudad.
Por Ley de 14 de julio de 1875, con los partidos de Gotera y Ozicala, desmembrados del antiguo departamento de San Miguel, se formó el nuevo departamento de Gotera (hoy Morazán). Como el departamento máter quedaba, en virtud de esta disposición, reducido únicamente al distrito de San Miguel, por' la misma Ley se le anexó el distrito de Chinameca que pertenecía al departamento de Usulután, excepto el municipio de San Buenaventura que se incorporó en el de Jucuapa. El distrito de Chinameca, a raíz de esa Ley, quedó formado de la siguiente manera: ciudad de Chinameca, villa de Sesori y pueblos de Nueva Guadalupe, Lolotique, San Luis de la Reina, Nuevo Edén de San Juan, Belén, San Antonio y Carolina. . En 1880 se fundó en este distrito el pueblo de San Rafael. En 1890 la ciudad de Chinameca tenía 8,460 habitantes. 

### Otros Sucesos Históricos
Los valles denominados Arenales, Joya del Calabozo, Rodeo de Pedrón, Las Zelayas, La Cruz, Hoya Ancha y Plan Grande, de la jurisdicción del municipio de Chinameca, se erigieron en pueblo, con el nombre de Lindo, por Decreto Legislativo de 18 de marzo de 1892. El nuevo pueblo fue de existencia efímera, pues se extinguió por Ley de 15 de abril de 1893. El hermoso templo parroquial de Chinameca fue construido a finales del siglo pasado bajo la dirección del presbítero Eduardo Argüello, y el reloj, que ocupaba la torre de la derecha, lo importó de Francia don Rosendo Vásquez. Desde el 30 de abril de 1908 hasta el 20 de julio de 1916 los valles de Los Planes, La Cruz, y El Jocote, de la jurisdicción de Moncagua, formaron parte del municipio de Chinameca, al cual se reincorporaron, definitivamente, por Ley de 11 de abril de 1918. El antiguo kiosco del parque de la ciudad fue inaugurado en el 25 de diciembre de 1909. "En 1912 -dice don Antonio Cardona Lazo- el Partido Unionista Centroamericano se reunió en la ciudad de Chinameca, celebrando algunas sesiones en el Cabildo Municipal de la ciudad, cedido cortésmente para el objeto por la Municipalidad". Dos de sus antiguos cantones, Joyas del Zapote y Joya de Ventura, se le segregaron por Decreto Legislativo de 10 de julio de 1920, para constituir con ellos un nuevo municipio: el de San Jorge. Finalmente fue convertido en un distrito en jurisdicción del municipio de San Miguel Oeste en 2024.

## Terremotos
Chinameca ha sufrido, en varias ocasiones, las consecuencias derivadas de la actividad de un epicentro o foco sísmico localizado en el cerro de Limbo. Las más desastrosas ruinas que ha padecido, a merced de los temblores, son tres: la) la de diciembre de 18~8; 2a) la del 2 de octubre de 1878, ocurrida como a las seis de la tarde, que ocasionó incontables daños materiales y víctimas; y 3a) la pavorosa catástrofe del 6 de mayo de 1951; que convirtió en escombros a la floreciente ciudad, en unión de Jucuapa, San Buenaventura y Nueva Guadalupe, causando muchos muertos y heridos, doloroso suceso que originó el Decreto Legislativo de 5 de junio del mismo año, en virtud del cual se ordena que es de utilidad pública y de urgente necesidad la fundación, en el valle de la Esperanza, de una nueva ciudad, que amalgame a las destruidas por el terremoto mencionado. Hasta el momento no se registran otros terremotos donde el epicentro haya sido en esta ciudad. 

## Hombres Ilustres
Chinameca es cuna de muchos hombres ilustres y entre ellos merecen especial recuerdo el matemático y sismólogo doctor Julián Aparicio y el notable abogado doctor Baltazar Estupinián. El alcalde Rosendo Vásquez y su nieto el alcalde Manuel Vásquez

## Barrios
Chinameca cuenta con los siguientes barrios:
- Barrio de San Juan: parte alta de chinameca,
- Barrio de Yusique: parte alta de chinameca siempre hacia el sur
- Barrio de El Calvario: parte baja
- Barrio el Centro
- Barrio Nueva España
- Barrio Dolores parte baja

## Cantones
Chinameca Posee 20 Cantones:
1. Copinol Primero
2. Copinol Segundo
3. Las Mesas
4. Zaragoza
5. Planes Primeros
6. Planes Segundos
7. Planes Terceros
8. La Cruz Primera
9. La Cruz Segunda
10. El Jocote
11. Conacastal
12. Chambala
13. Jocote Dulce
14. Ojo de Agua
15. San Antonio
16. Las Marías
17. La Peña
18. Los Arenales
19. Oromontique
20. Boquerón

## Enlaces relacionados
- Organización territorial de El Salvador

- Datos: Q3674976